# Riccardo Antoniazzi
Riccardo Antoniazzi (Cremona, 19 dicembre 1853 – Milano, 10 novembre 1912) è stato un liutaio italiano.

## Biografia
Antoniazzi, sesto figlio ed allievo di Gaetano (come il fratello Romeo), è stato il liutaio più abile e più coerente della sua famiglia, anche se, un po' oscurato dalla figura di Leandro Bisiach, non ha firmato molti degli strumenti del suo periodo migliore. La sua carriera può essere suddivisa in tre periodi:
- dal suo apprendistato e lo sviluppo iniziale fino a circa 1887-8, durante il quale produsse strumenti simili a quelli del padre,
- il suo periodo migliore, che durò fino a circa il 1904, durante il quale sviluppò il suo stile e nel quale lavorò principalmente per Leandro Bisiach,
- ed il periodo a partire dal 1904, quando lavorava per la ditta Monzino e Figli, durante il quale produsse ottimi strumenti, anche se lavorati con meno cura, soprattutto per quanto riguarda la vernice. Oggi questi sono i suoi più noti strumenti.

## Tecnica
Riccardo utilizzava una grande varietà di modelli, e la sua vernice è di colore giallo-arancio o rosso, a volte scuro. Egli è noto per aver usato quattro etichette diverse, ed ha anche usato una marca durante il suo periodo con Monzino, con le sue iniziali "AR" all'interno di un doppio cerchio sormontato da una croce. Questo marchio è spesso attribuito a Romeo, che, tuttavia, sembra non averlo mai usato.